# Fornes
Fornes er en by og kommune i det sydøstlige Spanien i provinsen Granada. Den har et indbyggertal på 531 (2024) indbyggere.